# Толстой, Степан Калистратович
 Степа́н Калистра́тович Толсто́й (1921—1962, Кутаиси, СССР) — участник Великой Отечественной войны, Герой Советского Союза.

## Биография
Толстой С. К., русский по национальности, родился в крестьянской семье. Окончив 10 классов, службу в Красной Армии начал в 1940 году. В июле 1942 года оказался на фронте Великой Отечественной войны. Член ВКП(б)/КПСС с 1943 года.
Лейтенант Толстой являлся командиром роты 569-го стрелкового полка (161-я стрелковая дивизия, 40-я армия, Воронежский фронт), когда 23 сентября 1943 года в группе захвата, находясь под мощным огнём противника, одним из первых форсировал Днепр у села Зарубинцы. Впоследствии в составе роты принял участие в боях за расширение плацдарма в районе села Великий Букрин.
23 октября 1943 года «за образцовое выполнение боевых заданий командования на фронте борьбы с немецко-фашистскими захватчиками и проявленные при этом мужество и героизм» лейтенанту Толстому Степану Калистратовичу присвоено звание Героя Советского Союза.
Окончив в 1945 году курсы усовершенствования командного состава, в 1946 году Толстой в звании майора ушёл в запас. Вернувшись в родное село, он уже в 1959 году переехал в Кутаиси, где стал работать на местном электромеханическом заводе.

## Память
В селе Вторая Староверовка именем Героя названа улица.

## Награды
- Медаль «Золотая Звезда» (23.10.1943)[2][3];
- орден Ленина (23.10.1943);
- орден Красной Звезды (23.08.1943)[4];
- медали.

## Комментарии
1. ↑  Ныне Нововодолажский район, Харьковская область, Украина.